# Koppelingsreactie
Een koppelingsreactie is de overkoepelende naam voor een reactie in de organische chemie waarbij twee koolstoffragmenten (formeel aangeduid als A en B) aan elkaar worden gekoppeld met behulp van een metaal als katalysator. Algemeen kunnen er twee grote groepen onderscheiden worden:
- Homokoppelingsreacties: daarbij worden twee identieke fragmenten aan elkaar gekoppeld (A–A of B–B)
- Crosskoppelingsreacties: daarbij worden twee verschillende fragmenten aan elkaar gekoppeld (A–B)

In 2010 werd de Nobelprijs voor de Scheikunde uitgereikt aan Richard F. Heck, Ei-ichi Negishi en Akira Suzuki voor hun belangrijke bijdragen aan koppelingsreacties met palladium als katalysator.

## Reactiemechanisme
Het overgrote deel van de koppelingsreacties gaat uit van een organisch halogenide (een chloride, bromide of jodide) als reagens. Dat wordt middels een oxidatieve additie (A) gekoppeld aan de metallische katalysator. Vervolgens ondergaat de tweede reactiepartner een transmetallatie, waardoor beide reagentia gekoppeld worden op hetzelfde metaalcentrum (B). De laatste stap betreft een reductieve eliminatie (C) van de twee fragmenten, die op deze manier gekoppeld worden aan elkaar en waarbij het metaal opnieuw vrijkomt. Het reactiemechanisme van de Heck-reactie illustreert het verloop van een klassieke koppelingsreactie:
Onverzadigde organische verbindingen ondergaan doorgaans het gemakkelijkst de oxidatieve additie. De gevormde intermediairen zijn ook minder vatbaar voor bèta-hydride-eliminatie. De snelheid van de reactie neemt af in de reeks: vinyl-vinyl, fenyl-fenyl, alkynyl-alkynyl en alkyl-alkyl.
Als alternatief voor een halogenide (doorgaans aangeduid met de letter X), kan ook worden gebruikgemaakt van een triflaat als leaving group.

## Katalysatoren
De meest toegepaste metaalkatalysator is palladium. Verder wordt ook gebruikgemaakt van nikkel, kobalt en koper. Palladium wordt meestal in poedervorm of onder de vorm van de verbinding tetrakis(trifenylfosfine)palladium(0) aangewend. Palladiumgekatalyseerde reacties hebben enkele grote voordelen, zoals een grote tolerantie voor verscheidene functionele groepen en de lage gevoeligheid van organopalladiumverbindingen ten opzichte van water en lucht.

## Reactieomstandigheden
De meeste koppelingsreacties gaan gepaard met het gebruik van reagentia die zeer gevoelig zijn voor hydrolyse of oxidatie. Toch is het niet zo dat alle koppelingsreacties in strikt droge omstandigheden moeten worden uitgevoerd. Bepaalde palladiumgekatalyseerde koppelingen kunnen zelfs in waterige oplossing worden uitgevoerd. Daarbij worden gesulfoneerde fosfines als liganden voor palladium gebruikt. Meestal is het zuurstof die voor verstoring van de reactie kan zorgen, omdat de gevormde onverzadigde metaalcomplexen minder dan 18 valentie-elektronen bezitten. De meeste koppelingsreacties verlopen dan ook onder inerte atmosfeer (stikstofgas of argon).

## Overzicht van koppelingsreacties
Onderstaande tabel geeft een overzicht van de belangrijkste koppelingsreacties:
| Reactie                      | Jaar | Reagens A | Reagens A    | Reagens B | Reagens B | Type  | Katalysator |
| ---------------------------- | ---- | --------- | ------------ | --------- | --------- | ----- | ----------- |
| Wurtz-reactie                | 1855 | R-X       | sp³          | R-X       | sp³       | homo  | Na          |
| Glaser-koppeling             | 1869 | RC≡CH     | sp           | RC≡CH     | sp        | homo  | Cu          |
| Ullmann-reactie              | 1901 | Ar-X      | sp²          | Ar-X      | sp²       | homo  | Cu          |
| Gomberg-Bachmann-reactie     | 1924 | Ar-H      | sp²          | Ar-N2X    | sp²       | homo  |             |
| Cadiot-Chodkiewicz-koppeling | 1957 | RC≡CH     | sp           | RC≡CX     | sp        | cross | Cu          |
| Castro-Stephens-koppeling    | 1963 | RC≡CH     | sp           | Ar-X      | sp²       | cross | Cu          |
| Cassar-reactie               | 1970 | alkeen    | sp²          | R-X       | sp³       | cross | Pd          |
| Kumada-koppeling             | 1972 | Ar-MgBr   | sp², sp³     | Ar-X      | sp²       | cross | Pd of Ni    |
| Heck-reactie                 | 1972 | alkeen    | sp²          | R-X       | sp²       | cross | Pd          |
| Sonogashira-koppeling        | 1975 | RC≡CH     | sp           | R-X       | sp³, sp²  | cross | Pd en Cu    |
| Negishi-koppeling            | 1977 | R-Zn-X    | sp³, sp², sp | R-X       | sp³, sp²  | cross | Pd of Ni    |
| Stille-reactie               | 1978 | R-SnR3    | sp³, sp², sp | R-X       | sp³, sp²  | cross | Pd          |
| Suzuki-reactie               | 1979 | R-B(OR)2  | sp²          | R-X       | sp³, sp²  | cross | Pd          |
| Hiyama-koppeling             | 1988 | R-SiR3    | sp²          | R-X       | sp³, sp²  | cross | Pd          |
| Buchwald-Hartwig-aminering   | 1994 | R2NH      | sp           | R-X       | sp²       | cross | Pd          |
| Fukuyama-koppeling           | 1998 | RCO(SEt)  | sp²          | R-Zn-I    | sp³       | cross | Pd          |